# Barynotus obscurus
Barynotus obscurus es un gran gorgojo terrestre que mide entre siete y medio y nueve milímetros de longitud y la mitad de anchura. Es de un color amarronado, con los élitros provistos de un moteado difuso más claro formado por pequeñas escamas y cubiertos de una escasa pilosidad muy corta que se alarga algo más hacia el ápice elitral. El pronoto presenta los bordes laterales algo más claros y es levemente moteado. El rostro presenta un profundo surco longitudinal desde el ojo hasta la base de la antena.
De origen europeo, hoy en día se distribuye ampliamente también por Norteamérica, donde se introdujo en los años 30. Gusta especialmente de los hábitats forestales. Es una especie polífaga, que consume todo tipo de plantas herbáceas, y en ocasiones se han reportado ligeros daños en cultivos de tabaco y de fresa. Se puede encontrar bajo piedras y troncos, caminando lentamente por el suelo, o subido a la vegetación herbácea baja. No vuela. Los imagos pueden hallarse durante todo el año.

## Galería
|  |
|  |

|  |
|  |

|  |
|  |

|  |
|  |

|  |
|  |